# Віцепрезидент Анголи
Віцепрезидент Республіки Ангола (порт. Vice Presidente da República de Angola) — друга за важливістю посада у Анголі.
Віцепрезидент заміщає президента у разі неможливості виконання  своїх обов'язків, і обіймає його посаду, поки він вакантний. Право призначення віцепрезидента і звільнення його з посади має тільки президент країни.

## Список віцепрезидентів Анголи
|   | Портрет | Ім'я                                                                                                | Початок повноважень | Закінчення повноважень | Партія                                           | Президент                     | Примітки |
| - | ------- | --------------------------------------------------------------------------------------------------- | ------------------- | ---------------------- | ------------------------------------------------ | ----------------------------- | -------- |
| 1 |         | Фернанду да Пієдаде Діас душ Сантуш (1950—) порт. Fernando da Piedade Dias dos Santos               | 5 лютого 2010       | 26 вересня 2012        | Народний рух за визволення Анголи — Партія праці | Жозе Едуарду душ Сантуш       | [ 1 ]    |
| 2 |         | Мануел Домінгуш Вісенте (1956—) порт. Manuel Domingos Vicente                                       | 26 вересня 2012     | 26 вересня 2017        | Народний рух за визволення Анголи — Партія праці | Жозе Едуарду душ Сантуш       | [ 2 ]    |
| 3 |         | Борніту ді Соуза Балтазар Діогу (1953—) порт. Bornito de Sousa Baltazar Diogo                       | 26 вересня 2017     | 14 вересня 2022        | Народний рух за визволення Анголи — Партія праці | Жуан Мануел Гонсалвіш Лоренсу | [ 3 ]    |
| 4 |         | Есперанса Марія Едуарду Франсішку да Кошта (1961—) порт. Esperança Maria Eduardo Francisco da Costa | 15 вересня 2022     | чинна                  | Народний рух за визволення Анголи — Партія праці | Жуан Мануел Гонсалвіш Лоренсу | [ 4 ]    |